# Albert Bouts

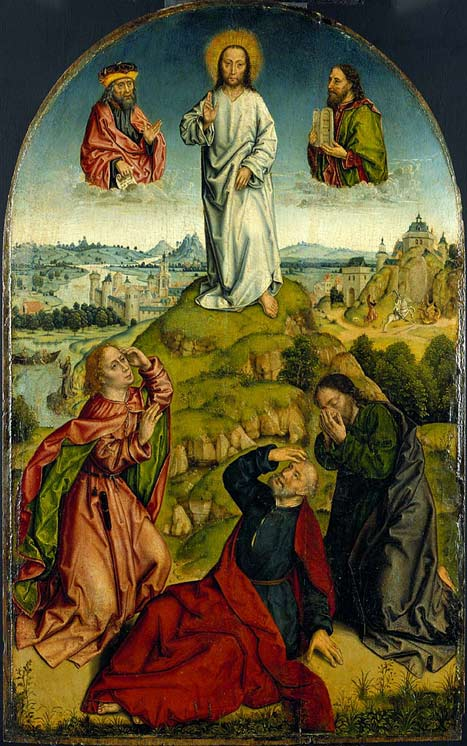
Albert Bouts: "De verheerlijking" in het Fitzwilliam Museum (Cambridge)

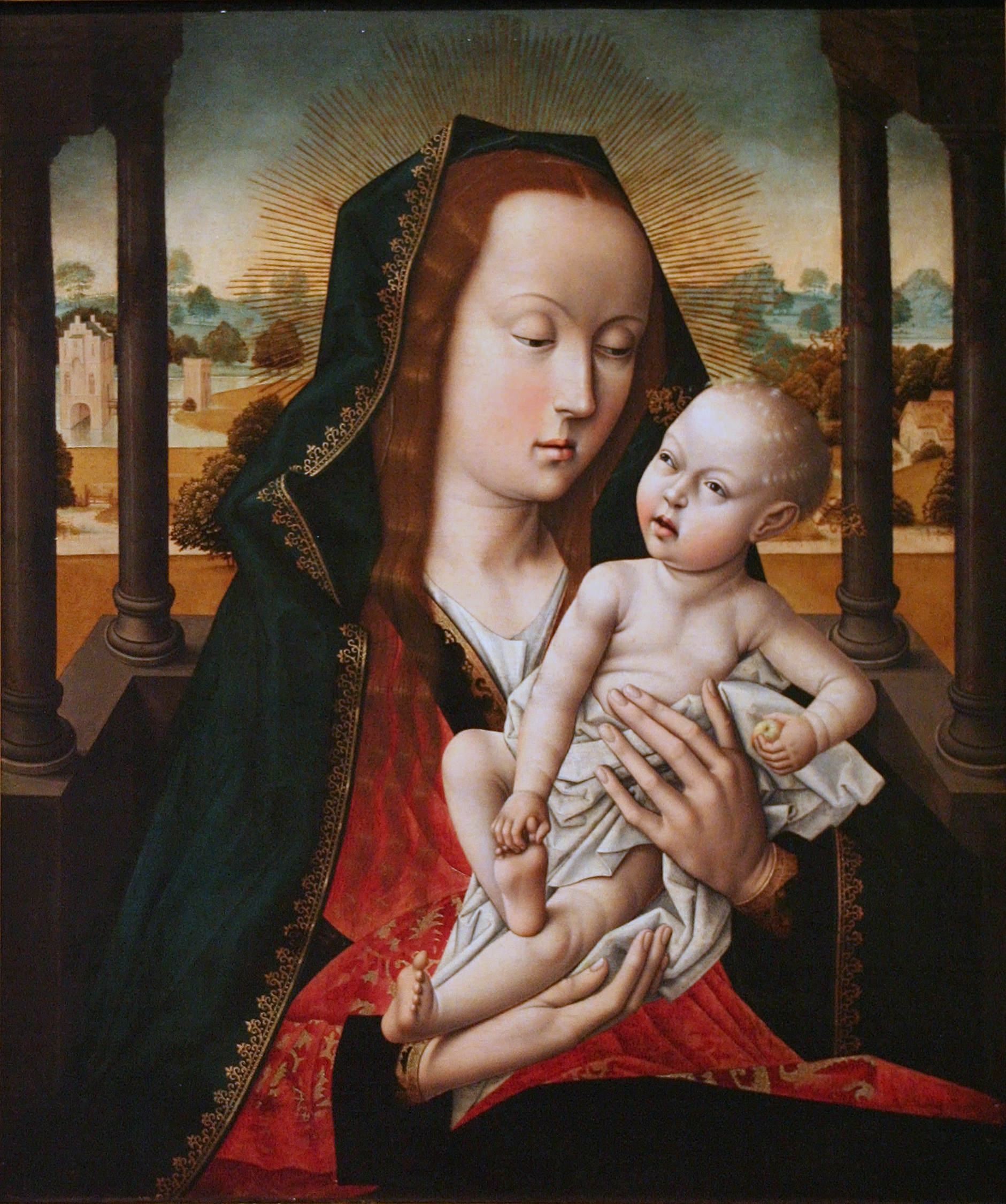
toegeschreven aan Albert Bouts: Madonna met kind, Museum M, Leuven

Albert Bouts (ook: Albrecht, Aelbrecht of Aelbert Bouts) (Leuven, tussen 1452 en 1460 - aldaar, maart 1549) was een kunstschilder uit de Zuidelijke Nederlanden die religieuze motieven schilderde. Hij wordt gerekend tot de Vlaamse Primitieven.

## Leven en werk
Bouts was de tweede zoon van kunstschilder Dirk Bouts en de jongere broer van Dirk Bouts de Jongere. Bouts kreeg zijn eerste opleiding van zijn vader. Na diens dood in 1475 verliet hij Leuven om zijn opleiding te vervolledigen, vermoedelijk bij Hugo van der Goes. Bouts was op dat moment nog minderjarige en liet het beheer van zijn goederen over aan een oom. Hij keerde ten laatste in 1479 terug naar Leuven.
Het grootste deel van zijn tijd bracht Bouts door in Leuven waar hij in opdracht van vele kerken werkte. Bouts verwerkte in zijn schilderijen motieven die hij ontleende van zijn vader en van Van der Goes die hij in spiegelbeeld weergaf, zoals Jezus in het huis van Simon. Albert ontwikkelde nochtans zijn eigen stijl met sterke kleuren, rijke texturen en zin voor detail maar kon nooit het niveau van zijn vader bereiken. Hij schilderde vele diptieken met als thema De lijdende Christus en Mater Dolorosa.
Zijn bekendste werk is de triptiek De hemelvaart van Maria dat in de Koninklijke Musea voor Schone Kunsten van België te Brussel hangt. Lange tijd was de schilder ervan onbekend en werd het toegeschreven aan de naam De Meester van De Hemelvaart van Maria. Nadat in 1863 de Leuvense stadsarchivaris Edward Van Even reeds vermoedde dat dit schilderij moest toegeschreven worden aan Albert Bouts werd het werk in 1902 definitief toegeschreven aan hem. Op dat moment kon de Gentse kunsthistoricus en hoogleraar Georges Hulin de Loo het familiewapen met de eerste letter van de voornaam traceren op een van de zijflanken. Het schilderij zou later dienen om nog verscheidene andere werken aan Bouts toe te schrijven.
Voor de kapel van Onze-Lieve-Vrouw van Ginderbuyten vervaardigde hij een Hemelvaart waaraan hij drie jaar zou gewerkt hebben. Later verhuisde het schilderij naar de Sint-Pieterskerk.
In 1524 wordt Bouts vermeld als leider van de schildersgilde. Hij stierf in 1549 op zeer hoge leeftijd.

## Musea
Werken van Bouts hangen onder andere in de volgende musea:
- Aken, Suermondt-Ludwig-Museum
- Antwerpen, Koninklijk Museum voor Schone Kunsten
- Berlijn, Gemäldegalerie
- Bonn, Rheinisches Landesmuseum
- Brussel, Koninklijke Musea voor Schone Kunsten van België
- Cambridge (Groot-Brittannië), Fitzwilliam Museum
- Cambridge (Verenigde Staten), Harvard Art Museum
- Cleveland, Cleveland Museum of Art
- Den Haag, Mauritshuis
- Enschede, Rijksmuseum Twenthe
- Greenville, Bob Jones University Museum and Gallery
- Hanover, Hood Museum of Art
- Kansas City, Nelson-Atkins Museum of Art
- Krakau, Museum Czartoryski
- Leuven, Museum M
- Lyon, Musée des Beaux-Arts
- Madrid, Museo del Prado
- Modena, Galleria e Museo Estense
- München, Alte Pinakothek
- New York, Metropolitan Museum of Art
- Otterlo, Kröller-Müller Museum
- Parijs, Louvre
- Pasadena, Norton Simon Museum
- Praag, Narodni Galerie
- San Antonio, Marion Koogler McNay Art Institute
- Stuttgart, Staatsgalerie
- Warschau, Museum Narodowe
- Wenen, Kunsthistorisches Museum Wien
- Worcester, Worcester Art Museum
- Würzburg, Martin von Wagner Museum

- Bibliothèque nationale de France: cb144539448 (data)
- Biografisch Portaal: 86293638
- Gemeinsame Normdatei: 123723957
- International Standard Name Identifier: 0000 0003 7411 285X
- KulturNav: 4814af5a-c0d4-4e19-89e6-f42cd7226a1b
- Library of Congress Control Number: nb2012003925
- Nationale Bibliotheek van Israël: 987007429061705171
- Nederlandse Thesaurus van Auteursnamen: 238858197
- RKD-Nederlands Instituut voor Kunstgeschiedenis: 11603
- Union List of Artist Names: 500006416
- Virtual International Authority File: 55062489
- WorldCat: E39PBJv4j3ddjcxdX4fJp4RYfq